# Gunungiella kakatua
Gunungiella kakatua är en nattsländeart som beskrevs av Huisman 1993. Gunungiella kakatua ingår i släktet Gunungiella och familjen stengömmenattsländor. Inga underarter finns listade i Catalogue of Life.